# Gallagher-Bulldoggfledermaus
Die Gallagher-Bulldoggfledermaus, auch Gallaghers Freischwanzfledermaus (Chaerephon gallagheri, Syn.: Tadarida gallagheri) ist eine afrikanische Fledermausart der Gattung der Freischwanzfledermäuse, von der lediglich der Holotypus bekannt ist.

## Beschreibung
Von der Art ist lediglich ein einzelnes, männliches Tier bekannt. Mit einer Vorderarmlänge von 37,5 mm ist die Gallagher-Bulldoggfledermaus eine kleine Fledermausart. Die Ohren dieses Tieres sind wie bei anderen Vertretern der Freischwanzfledermäuse durch einen Hautstreifen verbunden. Zwischen den Ohren befindet sich ebenfalls eine Hauttasche, in der ein Haarschopf liegt, der vermutlich wie bei anderen Arten ähnlich einem Irokesenschnitt aufgestellt werden kann. Durch die große Hauttasche, die in den Hautstreifen zwischen den Ohren hineinragt und dort eine Ausstülpung nach vorne bildet ist die Art von allen anderen Freischwanzfledermäusen zu unterscheiden. Ein weiteres Unterscheidungsmerkmal ist der länglich schmale Schädel. Das Rostrum ist länglich, die Nasenöffnungen sind von einem häutigen Nasenaufsatz, ähnlich der Nasenaufsätze von Mausschwanzfledermäusen, umgeben. Diese, von vorne sichtbaren Nasenaufsätze sind ebenfalls ein Unterscheidungsmerkmal zu allen anderen Freischwanzfledermäusen. Die obere Lippe ist faltig, die Flügel lang und schmal. Die Flughäute des in Alkohol konservierten Tieres sind dunkelgrau gefärbt, das Fell erdbraun. Der Schwanz ragt, wie bei anderen Freischwanzfledermäusen, zu 3/4 aus der Schwanzflughaut heraus.

## Systematik und Verbreitung
Da nur ein einzelnes Tier der Art in der Demokratischen Republik Kongo etwa 30 km südwestlich der Stadt Kindu bisher gefangen wurde, ist das Verbreitungsgebiet unbekannt. Aufgrund der Nasenaufsätze, die bei keiner anderen Art der Gattung der Freischwanzfledermäuse vorkommt, könnte die Gallagher-Bulldoggfledermaus eine eigenständige Gattung bilden. Dies bedarf weiterer Forschung.

## Lebensweise
Das einzig bisher bekannte Exemplar der Gallagher-Bulldoggfledermaus wurde in einem halbimmergrünen Sekundärwald mit dichtem Unterwuchs gefangen, in dem die meisten großen Bäume gerodet wurden.

## Etymologie und Forschungsgeschichte
Der Holotyp wurde 1974 in der Demokratischen Republik Kongo (damals: Zaire) im „Scierie Forest“ gefangen und 1975 durch David Harrison erstbeschrieben. Der Name ehrt Major M. D. Gallagher, der den Holotyp sammelte.

## Gefährdung
Da nicht genügend Informationen über die Gallagher-Bulldoggfledermaus bekannt sind, gibt es seitens der IUCN keine Gefährdungseinschätzung („data deficiant“).